# Lostant
Lostant es una villa ubicada en el condado de LaSalle en el estado estadounidense de Illinois. En el Censo de 2010 tenía una población de 498 habitantes y una densidad poblacional de 489,26 personas por km².

## Geografía
Lostant se encuentra ubicada en las coordenadas 41°8′25″N 89°3′41″O / 41.14028, -89.06139. Según la Oficina del Censo de los Estados Unidos, Lostant tiene una superficie total de 1.02 km², de la cual 1.02 km² corresponden a tierra firme y (0%) 0 km² es agua.

## Demografía
Según el censo de 2010, había 498 personas residiendo en Lostant. La densidad de población era de 489,26 hab./km². De los 498 habitantes, Lostant estaba compuesto por el 98.19% blancos, el 0% eran afroamericanos, el 0% eran amerindios, el 1.41% eran asiáticos, el 0% eran isleños del Pacífico, el 0.2% eran de otras razas y el 0.2% pertenecían a dos o más razas. Del total de la población el 1.61% eran hispanos o latinos de cualquier raza.